# 澧州路
澧州路，元朝时设置的路。
至元十四年（1277年）以澧州置，治所在澧阳县（今湖南省澧县）。属湖广等处行中书省。辖境相当今湖南省澧水流域（溇水上游除外）。至正二十四年（1364年），朱元璋改为澧州府。